# Primat
Primat (lat. primus, primul) este un titlu acordat anumitor episcopi în diferite Biserici creștine. În funcție de tradiție, poate să denote autoritate și jurisdicție, sau poate fi un simplu titlu ceremonial.
În Bisericile ortodoxe, termenul este folosit în sensul general de cap al unei biserici autocefale sau autonome, dar nu ca un titlu specific. Așadar, Patriarhul Moscovei și al Întregii Rusii, Catholicosul Patriarh al Întregii Georgii, Arhiepiscopul de Atena sau Patriarhul României sunt toți, în egală măsură, primați ai Bisericilor naționale pe care le conduc, indiferent de titlul pe care îl poartă.
În Biserica Catolică, primatul este un arhiepiscop (sau foarte rar un episcop sufragan) al unui sediu episcopal (numit primas) care are o întâietate ceremonială în fața celorlalte sedii episcopale în provincia eclesiastică, sau în fața sediilor episcopale din întreaga regiune, precum o biserică "națională", în termeni (istorici) politico-culturali. Această întâietate nu acordă însă nici o autoritate asupra celorlalți episcopi, precum autoritatea Mitropolitului.
Titlul este des întâlnit în țările tradițional catolice (Austria, Ungaria, Polonia, Cehia, etc.), și este pur onorific, neavând parte de nici un drept în CIC. Primații sunt de obicei numiți Cardinali, și sunt în general aleși să prezide peste Conferințele Episcopale. Titlul de primat, așa cum este el perceput în Biserica Catolică, echivalează titlului de Exarh în Bisericile răsăritene.
În Statele Unite, Arhiepiscopul de Baltimore este numit și primat onorific, dat fiind faptul că Arhidieceza de Baltimore a fost prima dieceză în SUA. Arhiepiscopului de Baltimore îi este recunoscută întâietatea ceremonială în fața tuturor celorlalți episcopi din țară.
Alte exemple sunt:
- primatul Ungariei, Arhiepiscopul de Esztergom-Budapesta, având titlul de Prinț-primat de Gran (și de care se bucură și din punct de vedere civil),
- primatul Belgiei, Arhiepiscopul de Mechelen-Bruxelles,
- primatul Irlandei, Arhiepiscopul de Armagh,
- primatul Italiei, Papa,
- primatul ceh, Arhiepiscopul de Praga,
- primatul Scoției, Arhiepiscopul de St. Andrews și Edinburgh,
- primatul Spaniei, Arhiepiscopul de Tarragona